# Pentatlon (atletism)
Pentatlonul este o probă combinată de atletism, la care participă aceiași sportivi, ea fiind alcătuită din cinci exerciții diferite, clasamentul făcându-se prin totalizarea punctelor obținute la fiecare probă. Pentatlonul modern constă în cinci probe diferite: călărie, scrimă, tir, natație și cros. La vechii greci proba de pentatlon consta din aruncarea discului, luptă, salt, alergări și aruncare cu sulița. 

## Evoluția în timp a probei de pentatlon
La masculin Jocurile Olimpice din 1906 proba consta din săritura în lungime de pe loc, aruncarea discului, aruncarea suliței, luptă greco-romană și alergare 192 m. Între anii 1912 - 1924, proba la masculin consta din: săritura în lungime, aruncarea suliței, aruncarea discului și alergări 200 și 1500 m.
| Anul | Proba     | Prima competiție | Prima competiție    | Prima competiție     | Prima competiție    | Prima competiție | A doua competiție | A doua competiție    | A doua competiție | A doua competiție |
| ---- | --------- | ---------------- | ------------------- | -------------------- | ------------------- | ---------------- | ----------------- | -------------------- | ----------------- | ----------------- |
| 1928 | Pentatlon |                  | Aruncarea greutății |                      | Săritura în lungime |                  | 100 m             | Săritura în înălțime | Aruncarea suliței |                   |
| 1949 | Pentatlon |                  | Aruncarea greutății | Săritura la înălțime |                     | 200 m            | 80 m              | Săritura în lungime  |                   |                   |
| 1961 | Pentatlon | 080 m obstacole  | Aruncarea greutății | Săritura la înălțime |                     |                  |                   | Săritura în lungime  |                   | 200 m             |
| 1969 | Pentatlon | 100 m obstacole  | Aruncarea greutății | Săritura la înălțime |                     |                  |                   | Săritura în lungime  |                   | 200 m             |
| 1977 | Pentatlon | 100 m obstacole  | Aruncarea greutății | Săritura la înălțime | Săritura în lungime | 800 m            | ÷                 | ÷                    | ÷                 | ÷                 |
| 1981 | Heptatlon | 100 m obstacole  | Aruncarea greutății | Săritura la înălțime |                     | 200 m            |                   | Săritura în lungime  | Aruncarea suliței | 800 m             |